# Bajamont
 Bajamont  es una población y comuna francesa, en la región de Aquitania, departamento de Lot y Garona, en el distrito de Agen y cantón de Agen-Nord-Est.

## Demografía
| 336 | 362 | 455 | 607 | 857 | 931 |
| Para los censos de 1962 a 1999 la población legal corresponde a la población sin duplicidades (Fuente: INSEE [Consultar]) |     |     |     |     |     |